# Downey (Idaho)
Downey – miasto w Stanach Zjednoczonych, w stanie Idaho, w hrabstwie Bannock.